# KZ Gusen III

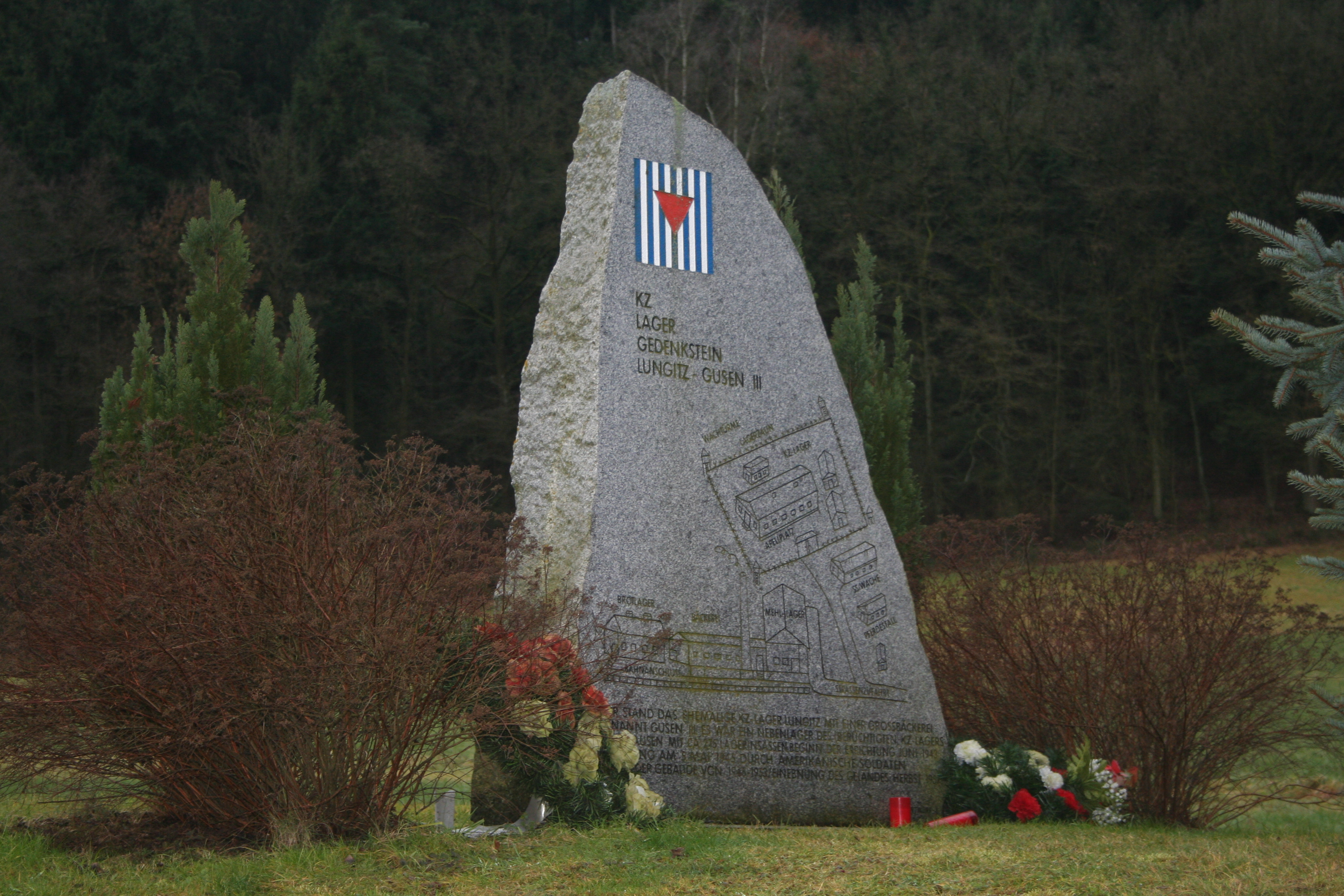
Gedenkstein in Lungitz

Das Konzentrationslager KL Gusen III in der Ortschaft Lungitz, Gemeinde Katsdorf, wurde formell im Dezember 1944 für jene KZ-Häftlinge der Konzentrationslager Gusen eingerichtet, welche in Lungitz ein Logistikzentrum für B8 Bergkristall und eine Häftlings-Großbäckerei für das KZ-Doppellagersystem Mauthausen/Gusen betrieben.

## Geschichte
Bereits ab dem Jahre 1940 wurden KZ-Häftlinge des KZ Gusen I täglich zur Arbeit in eine Ziegelei nach Lungitz gebracht.
Als um 1943 dort die Ziegelproduktion eingestellt wurde, wurden in den Hallen dieser Ziegelei Flugzeugteile für die Messerschmitt-Fertigung im Konzentrationslager Gusen I und in „B8 Bergkristall“ eingelagert und bereitgestellt. Ab Herbst 1943 wurden erste Häftlinge dauerhaft in Lungitz stationiert. Zu dieser Zeit wurde auch bereits mit dem Aufbau der Häftlings-Großbäckerei begonnen. Diese ging allerdings erst im Februar 1945 in Betrieb. Die Einrichtungen im Umfeld des KL Gusen III waren über eine Eisenbahnlinie mit den KZ Gusen I und II verbunden. Kurz vor Kriegsende wurde noch ein Verbindungstunnel zwischen den KZ Gusen III, I und dem KZ Gusen II quer durch den Frankenberg projektiert.

## Besonderheiten
- Kleines Häftlingslager (ca. 300 Häftlinge)
- Bahnanschluss und Bahnverbindung nach KL Gusen I und II
- Häftlings-Großbäckerei für KZ-Doppellagersystem Mauthausen/Gusen
- 2 Todesmärsche nach Gusen jeweils abgebrochen

## Arbeitskommandos der Häftlinge
- für DEST:
  - Lager für Flugzeug-Großbaukomponenten für Kooperation mit Messerschmitt GmbH in Gusen und St. Georgen/Gusen
- für SS-Verwaltungsführung:
  - Häftlings-Großbäckerei

## Funktionselemente
- Häftlingslager (ca. 300 Häftlinge)
  - 1 Häftlingsblock
  - 1 Waschhütte
  - 1 Latrine
  - 4 Wachtürme (Holz)
- SS-Wachmannschaft (ca. 30 Mann)
  - Wachbaracke
  - Pferdestall
  - Parkplatz
- Einrichtungen der SS-Verwaltungsführung
  - Häftlings-Großbäckerei mit Lagerhalle
  - Schmiede
  - Werkzeugschuppen
- Betriebseinrichtungen der DEST
  - Teilelager für Flugzeug-Großbaukomponenten (Kooperation mit Messerschmitt GmbH) in der ehemaligen Ziegelei Lungitz

## Schlüsselpersonal
- Lagerführer
  - SS-UScha (R) Wilhelm Maack (1944–1945)